# Bernard Mignon
Pour les articles homonymes, voir Mignon (homonymie).
Bernard Mignon, né le 10 avril 1922 à Longwy et mort le 13 novembre 2010 à Corbeil-Essonnes, est un philatéliste français, membre titulaire de l'Académie de philatélie de 1980 à 2000, puis membre honoraire.
Il a été notamment président de l'Association des collectionneurs de carnets et publicitimbres.
Il est l'auteur des ouvrages « Les timbres français à travers les décrets 1849-1940 » et « Les couvertures des carnets des timbres-poste gravés en taille douce (1962-1995) ».

## Référence
1. ↑  État civil sur le fichier des personnes décédées en France depuis 1970